# Chhuikhadan
Chhuikhadan é uma cidade e uma nagar panchayat no distrito de Rajnandgaon, no estado indiano de Chhattisgarh.

## Geografia
Chhuikhadan está localizada a 21° 32′ N, 80° 59′ L. Tem uma altitude média de 337 metros (1105 pés).

## Demografia
Segundo o censo de 2001, Chhuikhadan tinha uma população de 6418 habitantes. Os indivíduos do sexo masculino constituem 50% da população e os do sexo feminino 50%. Chhuikhadan tem uma taxa de literacia de 71%, superior à média nacional de 59,5%; a literacia no sexo masculino é de 79% e no sexo feminino é de 63%. 12% da população está abaixo dos 6 anos de idade.